# Trần Văn Hai
Trần Văn Hai (1925 - 1975) nguyên là một tướng lĩnh Bộ binh của Quân lực Việt Nam Cộng hòa, cấp bậc Chuẩn tướng. Ông xuất thân từ Trường Võ bị Quốc gia Việt Nam. Trong suốt thời gian tại ngũ, ông đã giữ những chức vụ ở các lĩnh vực khác nhau như: Tỉnh trưởng, Chỉ huy Binh chủng, Tổng Giám đốc ngành An ninh Nội chính, Chỉ huy Huấn khu và sau cùng là Tư lệnh đơn vị Bộ binh cấp Sư đoàn. Ông là một trong năm tướng lĩnh đã tự sát vào ngày cuối cùng của Việt Nam Cộng hòa.

## Tiểu sử & Binh nghiệp
Ông sinh vào tháng 1 năm 1925 trong một gia đình điền chủ tại Cần Thơ, miền Tây Nam phần Việt Nam. Năm 1945, ông tốt nghiệp Trung học chương trình Pháp tại Mỹ Tho với văn bằng Tú tài bán phần (Part I). Sau đó, ông được tuyển dụng làm Công chức tại Mỹ Tho cho đến ngày gia nhập quân đội.

### Quân đội Quốc gia Việt Nam
Cuối tháng 4 năm 1952, thi hành lệnh động viên, ông nhập ngũ vào Quân đội Quốc gia, mang số quân: 45/102.692. Theo học khóa 7 Ngô Quyền tại trường Võ bị Liên quân Đà Lạt, khai giảng ngày 1 tháng 5 năm 1952. Ngày 25 tháng 2 năm 1953 mãn khóa tốt nghiệp với cấp bậc Thiếu úy hiện dịch. Ra trường, ông được phân bổ chức vụ Trung đội trưởng tại Tiểu đoàn 4 Việt Nam do Thiếu tá Đặng Văn Sơn làm Tiểu đoàn trưởng.
Cuối tháng 7 năm 1954, sau ngày ký hiệp định Genėve (20 tháng 7), ông được thăng cấp Trung úy phục vụ tại Phòng 2 thuộc Đệ tứ Quân khu Cao nguyên do Đại úy Đặng Hữu Hồng làm Trưởng phòng.

### Quân đội Việt Nam Cộng hòa
Cuối tháng 10 năm 1955, sau khi nền Đệ nhất Cộng hòa ra đời, chuyên sang phục vụ cơ cấu mới là Quân đội Việt Nam Cộng hòa, ông được cử làm Tiểu đoàn phó Tiểu đoàn 262 đóng tại Ninh Hòa, Khánh Hòa. Tháng 12 cuối năm ông được thăng cấp Đại úy giữ chức vụ Tiểu đoàn trưởng Tiểu đoàn 81 Địa phương đồn trú tại Phan Thiết.
Đầu tháng 8 năm 1961, ông là một trong những người thành lập Trung tâm Huấn luyện Biệt động quân Dục Mỹ do Thiếu tá Vĩnh Biểu làm Chỉ huy trưởng đầu tiên.
Giữa năm 1962, ông được cử giữ chức vụ Trưởng khoa Hành quân kiêm Huấn luyện viên lớp "Biệt động Rừng núi sình lầy". Đầu năm 1963, ông được cử giữ chức vụ Trưởng khối Huấn luyện Trung tâm Huấn luyện Biệt động quân Dục Mỹ. Tháng 8 cùng năm, ông được thăng cấp Thiếu tá tại nhiệm.
Đầu năm 1965, ông được bổ nhiệm làm Tỉnh trưởng tỉnh Phú Yên thay thế Trung tá Phạm Anh. Ngày Quốc khánh Đệ Nhị Cộng hòa 1 tháng 11 cùng năm, ông được thăng cấp Trung tá tại nhiệm.
Hạ tuần tháng 3 năm 1966, ông được lệnh bàn giao chức vụ Tỉnh trưởng Phú Yên lại cho Trung tá Nguyễn Văn Bá. Ngay sau đó, ông được bổ nhiệm chức vụ Chỉ huy trưởng Bộ Chỉ huy Biệt động quân Trung ương thay thế Chuẩn tướng Phan Xuân Nhuận. Tháng 11 năm 1967, ông được thăng cấp Đại tá tại nhiệm. Đầu tháng 6 năm 1968, ông bàn giao Bộ chỉ huy Biệt động quân lại cho Đại tá Trần Công Liễu. Sau đó ông được bổ nhiệm vào chức vụ Tổng giám đốc Tổng nha Cảnh sát Quốc gia thay thế Thiếu tướng Nguyễn Ngọc Loan được cử giữ chức vụ Thanh tra tại Bộ Quốc phòng.
Tháng 7 năm 1970, ông được thăng cấp Chuẩn tướng tại nhiệm. Sau đó, ông được lệnh bàn giao chức vụ Tổng giám đốc Cảnh sát Quốc gia lại cho Thiếu tướng Trần Thanh Phong, để đi nhận chức vụ Tư lệnh Biệt khu 44 (gồm 4 tỉnh: Kiến Tường, Kiến Phong, Châu Đốc và An Giang).
Đầu năm 1972, thuyên chuyển ra Quân khu 2, ông được cử giữ chức vụ Phó Tư lệnh Quân đoàn II đặc trách Biên phòng. Đầu tháng 7 cùng năm ông được chỉ định giữ chức vụ Chỉ huy trưởng Trung tâm Huấn luyện Lam Sơn kiêm Chỉ huy trưởng Huấn khu Dục Mỹ thay thế Chuẩn tướng Võ Văn Cảnh chuyển đi làm Chỉ huy trưởng trường Hạ sĩ quan Đồng Đế, Nha Trang.
Cuối tháng 10 năm 1974, ông được lệnh bàn giao Quân trường Lam Sơn và Huấn khu Dục Mỹ lại cho Đại tá Nguyễn Hữu Toán. Sau đó, ông được bổ nhiệm chức vụ Tư lệnh Sư đoàn 7 Bộ binh thay thế Thiếu tướng Nguyễn Khoa Nam được bổ nhiệm chức vụ Tư lệnh Quân đoàn IV và Quân khu 4 thay Trung tướng Nguyễn Vĩnh Nghi.
- Sư đoàn 7 bộ binh vào thời điểm tháng 4/1975, nhân sự ở Bộ tư lệnh Sư đoàn và Chỉ huy các Trung đoàn được phân bổ trách nhiệm như sau:

-Tư lệnh - Chuẩn tướng Trần Văn Hai
-Tư lệnh phó - Đại tá Phạm Đình Chi
-Tham mưu trưởng - Đại tá Bùi Huy Sảnh
-Chỉ huy Pháo binh - Đại tá Nguyễn Khắc Thiệu
-Trung đoàn 10 - Đại tá Trương Văn Bưởi
-Trung đoàn 12 - Đại tá Đặng Phương Thành

## 1975
Trước sự kiện ngày 30 tháng 4 khoảng hơn một tuần, đích thân Tổng thống Thiệu cho máy bay riêng xuống đón ông di tản nhưng ông từ chối.
Chiều ngày 30 tháng 4, sau khi cho binh sĩ rời đơn vị theo lệnh của Tổng thống Dương Văn Minh, nửa đêm về sáng ngày 1 tháng 5 ông đã dùng thuốc Optalidon uống nguyên ống 20 viên tự vẫn trong phòng làm việc tại căn cứ Đồng Tâm, Mỹ Tho. Thi thể ông được mẹ và em trai đem về mai táng tại Nghĩa trang Chùa Vĩnh Nghiêm, Sài Gòn vào ngày 2 tháng 5 năm 1975, hưởng dương 50 tuổi.
Ông được đánh giá là một tướng thanh liêm, chăm lo tốt đời sống đối với binh sĩ thuộc quyền.

## Gia đình
- Phu nhân: Bà Phạm Thị Cúc
- Các con: Trần Dũng, Trần Xuân Lan, Trần Việt và Trần Việt Bình